# Partit Comunista de Txecoslovàquia

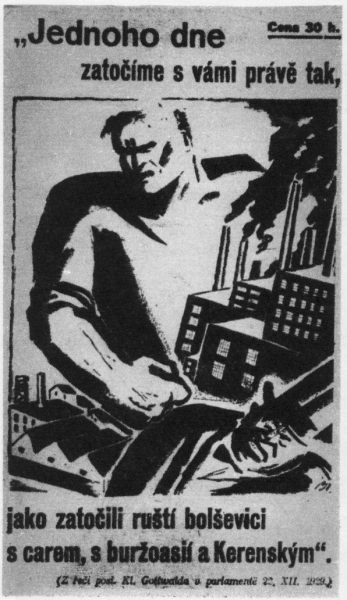
Pamflet del KSČ de 1929

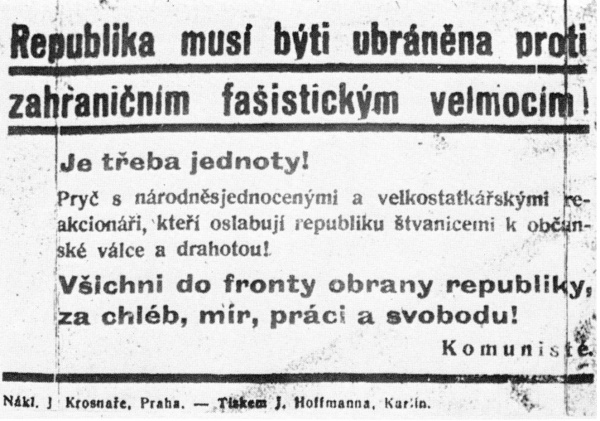
Full volant de 1938 condemnant la invasió nazi

El Partit Comunista de Txecoslovàquia (txec i eslovac: Komunistická Strana Československa) (KSČ) va ser un partit polític de Txecoslovàquia que va existir entre 1921 i 1992. Va governar el país des de 1948 fins a 1989. A causa de la Llei d'il·legalitat del règim comunista i de resistència contra ell, aprovada en 1993 a la República Txeca, el Partit va ser il·legalitzat.

## Història

### 1921-1945
El Partit Comunista de Txecoslovàquia va ser fundat en el Congrés del Partit Socialdemòcrata Txecoslovac (Esquerra), celebrat a Praga el 14-16 de maig de 1921. Rudé právo, òrgan de l'ala esquerra dels socialdemòcrates, es va convertir en el principal òrgan del nou partit. El KSČ va ser un dels aproximadament vint partits polítics que van competir en les eleccions de la Txecoslovàquia de preguerra (també coneguda com la Primera República), encara que mai no va participar en el govern.
El líder del Partit a partir de 1929, l'estalinista Klement Gottwald, fou molt conegut pel seu discurs al Parlament txecoslovac, revelant els objectius del Partit: Som el partit del proletariat txec i la nostra central és realment Moscou. Anem A Moscou a aprendre, saben per què? Anem a aprendre dels bolxevics russos com aixafar els seus colls. I saben, que els bolxevics russos són mestres en això? No riuran mai més! A pesar de la consternació dels parlamentaris, poca gent realment esperava el que el Partit anava a aconseguir en les següents dècades.
El KSČ era la secció txecoslovaca de la Internacional Comunista. En 1928 era la segona secció més gran de la Internacional, amb una militància al voltant de 138.000 afiliats.
Durant la Segona Guerra Mundial, nombrosos dirigents del KSČ es van exiliar a la Unió Soviètica, on van preparar la creixent base de poder que van guanyar un cop la guerra va concloure. En els començaments del període de postguerra, els comunistes txecoslovacs van llançar un calculat gir que va culminar en el 1948. Una vegada en el poder, el KSČ va desenvolupar una estructura organitzativa i una política estretament vinculada a la del Partit Comunista de la Unió Soviètica (PCUS).

### 1945-1969
El Partit Comunista de Txecoslovàquia mantenia un govern de coalició establert al costat de socialdemòcrates, democristians i liberals des de 1945. Després del Cop de Praga de febrer de 1948, quan les eleccions lliures i altres llibertats democràtiques van ser abolides en la pràctica, el poder va passar formalment al Front Nacional, una coalició en la qual el KSČ tenia dos terços dels escons amb el terç compartit amb els altres cinc partits polítics. No obstant això, el KSČ va tenir un monopoli absolut del poder polític de facto, i els altres partits del Front Nacional no van deixar de ser poc més que auxiliars. Fins i tot l'estructura governamental de Txecoslovàquia prevalia les decisions polítiques que es prenien dintre del KSČ. Això s'aconseguia col·locant als dirigents del Partit en totes les posicions clau del govern.
Una disputa va esclatar aviat entre el Primer Ministre, Klement Gottwald, i el Secretari General del Partit, Rudolf Slánský, sobre el nivell d'aplicació del model soviètic a Txecoslovàquia. En 1951, Slánský i altres alts dirigents comunistes van ser arrestats i acusats de participar en una conspiració trotskista-titoísta-sionista. Van ser sotmesos a un judici-farsa similar al dels anys 30 en l'URSS i en 1952 (els Judicis de Praga) Slansky i altres deu acusats foren executats.
A principis dels anys 60, Txecoslovàquia va passar a un estancament econòmic, i en 1968, la direcció va ser presa pels reformistes liderats per Alexander Dubček. Va començar un període de liberalització política coneguda com la Primavera de Praga, en la qual van intentar desenvolupar un Socialisme amb rostre humà. Aquest procés va alarmar a l'URSS, i el 21 d'agost de 1968, el Pacte de Varsòvia, invocant la Doctrina Brezhnev, va envair Txecoslovàquia donant-lo per acabat.

### 1969-1992

Escut de la República Socialista de Txecoslovàquia.

A l'abril de 1969, Dubcek va perdre la Secretaria General (fou substituït per Gústav Husák) i en 1970 va ser expulsat. Durant el període següent, conegut com la Normalització, Husák va governar amb èxit a través del que essencialment va ser una coalició entre les faccions moderada i conservadora de la direcció del Partit. Aquestes dues principals corrents eren:

#### Moderats o pragmàtics
Els moderats o pragmàtics estaven representats per Gustáv Husák, que liderava l'ala neoestalinista de la direcció del KSC. Com moderat, estava contínuament pressionat pels conservadors com Vasil Biľak. Rellevant dirigent del Partit Comunista d'Eslovàquia de 1943 a 1950, va ser detingut en 1951 i sentenciat a tres anys -més tard a cadena perpètua- per nacionalisme burgès durant les purgues estalinistes de l'època. Alliberat el 1960 i rehabilitat en 1963, va rebutjar qualsevol càrrec en el règim d'Antonín Novotný. Després de la caiguda de Novotný va ser nomenat Viceprimer Ministre durant la Primavera de Praga. Després de la dimissió de Dubcek va ser nomenat Primer Secretari del KSC a l'abril de 1969 i President de la República al juliol de 1975.
Sobretot, Husák era un supervivent que va aprendre a acomodar-se a les poderoses forces polítiques que li envoltaven, i que va denunciar Dubcék després de 1969. Altres rellevants moderats / pragmàtics que estaven en el poder en 1987 eren:
- Lubomír Štrougal, Primer Ministre de Txecoslovàquia.
- Peter Colotka, Primer Ministre d'Eslovàquia.
- Jozef Lenárt, Primer Secretari del Partit Comunista Eslovac.
- Josef Kempný, President del Consell Nacional Txec.

Aquests dirigents generalment van donar suport les reformes aprovades per Dubcek a la fi dels anys 60 però van aconseguir fer la transició al camp dels ortodoxos després de la invasió soviètica i la caiguda de Dubcek del poder. Per això, van adoptar una posició més flexible sobre les reformes econòmiques i l'activitat dissident.

#### Conservadors
Oposats als moderats estaven els anomenats conservadors o durs: 
- Vasil Biľak, dirigent ucraïnès d'Eslovàquia, membre del Presídium des de 1968 i President de la Comissió Ideològica del Partit.
- Karel Hoffman, Secretari del Comitè Central i membre del Presídium.
- Antonín Kapek, membre del Presídium.
- Jan Fojtík, Secretari.
- Alois Indra, membre del Presídium i President de l'Assemblea Federal de Txecoslovàquia.
- Miloš Jakeš, President de la Comissió Central de Supervisió i Auditoria i membre del Presídium (substituí Husák com a Secretari General del KSČ el 1987).

Els conservadors s'oposaven a les reformes econòmiques i tenien una posició de duresa contra la dissidència. El Partit va continuar existint fins i tot després de la Revolució de Vellut de 1989. Va canviar les seves sigles oficials per les de KSCS. No obstant això, va decidir dissoldre's després de la desaparició de Txecoslovàquia el 31 de desembre de 1992. Això va dur a la formació de partits successors tant a la República Txeca (Partit Comunista de Bohèmia i Moravia, tercera força política del país) com a Eslovàquia (Partit Comunista d'Eslovàquia). La seva organització juvenil a partir dels anys 70 va ser la Unió Socialista Txecoslovaca de la Joventut (SSM).

### Nou partit després de 1995
El 1995 diversos ex-militants del KSČ van crear un nou partit, primer sota el nom de Partit dels Comunistes Txecoslovacs i més tard de nou KSČ. El programa d'aquest nou partit es basa en el restabliment del règim que va existir en el país entre 1948 i 1989. El seu actual líder és Miroslav Štěpán, exsecretari del KSČ de Praga. És una formació molt petita i amb modests resultats electorals.

## Organització

### Nacional
L'organització del KSČ es basava teòricament en la concepció leninista del centralisme democràtic: 
- L'òrgan suprem del KSČ era el Congrés, que normalment se celebrava cada cinc anys en una sessió que durava almenys una setmana. Es va fer una excepció referent a això en el 14è Congrés, que es va celebrar a l'agost de 1968 sota la direcció de Dubcek. Celebrat en semiclandestinitat en una fàbrica de tractors en els primers dies de l'ocupació soviètica, aquest Congrés va denunciar aquesta invasió. Posteriorment va ser declarat il·legal, els seus acords esborrats dels documents del Partit i un segon i legal 14è Congrés va ser celebrat el maig de 1971. El 15è Congrés es va celebrar a l'abril de 1976; el 16è a l'abril de 1981; i el 17è, el març de 1986. Teòricament, el Congrés era responsable de les decisions polítiques bàsiques; en la pràctica, no obstant això, era el Presidium del Comitè Central qui posseïa les decisions polítiques i les responsabilitats. El Congrés merament aprovava els informes i directrius de la direcció. Els deures estatutaris assignaven al Congrés fins i tot la determinació i les polítiques internacionals i domèstiques del Partit; l'aprovació del programa i dels estatuts; i l'elecció del Comitè Central i de la Comissió Central de Supervisió i Auditoria, així com el debat i aprovació dels seus informes.

- Entre congressos, el Comitè Central del KSČ era responsable de la direcció de les activitats del Partit i de l'aplicació de les decisions polítiques generals. Els estatuts així mateix assignaven al CC les funcions de braç primari de control del KSČ sobre els òrgans de govern federals i de les repúbliques, sobre el Front Nacional i les organitzacions sindicals, culturals i professionals. Els militants del Partit que tenien posicions de lideratge en aquests organismes eren responsables directament davant el CC. Així mateix, el Comitè Central aprovava tots els nomenaments per a les posicions importants de govern i de partit i seleccionava a l'editor cap de Rudé právo, l'òrgan oficial del Partit. El CC generalment es reunia en sessió completa almenys dues vegades a l'any. En 1976, tenia 115 membres titulars i 45 membres candidats, respectivament. En 1986 sumaven 135 membres titulars i 62 candidats. En termes de composició, el CC normalment incloïa als oficials dirigents del Partit i el govern, els alts oficials de l'exèrcit i una selecció de ciutadans de reconegut prestigi.

- El Comitè Central, com el Congrés, rarament actuava més enllà d'una façana de les decisions polítiques preses pel Presidium del Comitè Central del KSČ. Com una excepció al seu domini, quan la lluita fraccional es va desenvolupar dintre del Presidium en 1968, el Comitè Central va assumir una importància crucial a resoldre la disputa i cessar al Primer Secretari, Novotný, a favor de Alexander Dubcek. Generalment, les decisions que votava el Comitè Central es prenien després d'assegurar que la votació seria per unanimitat. El Presidium, que conduïa el treball del Partit entre sessions plenàries del CC, formalment era escollit per aquest; en realitat, els més alts dirigents del Partit determinaven la seva composició. En 1986, estava conformat per 11 membres de ple dret i 6 membres candidats.

- El Secretariat del Comitè Central actuava com l'autoritat administrativa superior del Partit i era el nervi central del mecanisme de control extensiu del Partit. El Secretariat supervisava l'aplicació de les decisions preses al Presidium, controlava els moviments en la jerarquia del Partit, i dirigiria el treball en l'aparell i del govern. Sota Gustáv Husák, la composició del Secretariat, com la del Presidium, va romandre pràcticament constant. Molts secretaris eren també membres del Presidium.

- La Comissió Central de Supervisió i Auditoria tenia un paper dual, supervisant la disciplina i les finances, però en la pràctica sense cap control. Com òrgan per al reforç dels estatuts del Partit, la Comissió freqüentment utilitzava el seu poder per a suspendre o expulsar a militants dissidents. Va ser aquesta comissió la qual va dirigir les massives purgues en la militància del Partit durant la dècada dels 70. Els seus membres eren nomenats en cada Congrés (45 membres en 1986). Aquests membres llavors escollien entre ells un President, un Vicepresident i un petit Presidium. Les sub-unitats de la Comissió existien a nivell de república, regional i de districte en l'estructura del Partit.

- Altres Comissions del KSC en 1987 incloïen la Comissió de Supervisió Popular, la Comissió d'Agricultura i Alimentació, la Comissió Econòmica, la Comissió Ideològica i la Comissió Juvenil.

- En 1987 el Partit tenia 18 Departaments (agitació i propaganda; agricultura; indústria alimentària; indústria forestal; gestió de l'aigua; cooperació amb el Comecon; cultura; administració econòmica; economia; educació i ciència; òrgans estatals electes; relacions econòmiques exteriors; combustibles i energia; indústria; transports i comunicacions; assumptes internacionals; mitjans de comunicació; organització política; ciència i tecnologia; organitzacions socials i comitès nacionals; administració estatal; i departament general).

- Així mateix sota supervisió del CC existien dos centres de formació del Partit: l'Escola Avançada de Polítiques i l'Institut de Marxisme-Leninisme.

### República
A nivell de república l'estructura del Partit diferia de l'organització governamental, ja que existia el Partit Comunista d'Eslovàquia (KSS) a la República Socialista Eslovaca però no existia un referent a la República Socialista Txeca. El KSS va emergir després de la Segona Guerra Mundial com formació diferenciada del KSC, però es reunificaren després de la presa del poder el 1948. El moviment reformista dels anys 60 defensava una tornada al sistema de partits autònoms per a les dues repúbliques. El Buró per a la Conducció del Treball del Partit en les Terres Txequs va ser creat com contrapart del KSS, però va ser suprimit després de la invasió de 1968 i en 1971 va ser eliminat dels arxius del Partit. El purament formal KSS va romandre, no obstant això, com una concessió als eslovacs.

### Regional
El KSC tenia deu subdivisions regionals (set a Txèquia i tres a Eslovàquia), idèntiques al kraje, les deu divisions administratives més importants. Així mateix, no obstant això, els òrgans municipals del Partit de Praga i Bratislava, a causa de la seva grandària, tenien també status regional dintre el KSC. Les Conferències Regionals triarien sengles Comitès Regionals, que designaven un Secretari General, un nombre de secretaris i una Comissió Regional de Supervisió i Auditoria. Les unitats regionals es dividien en un total de 114 organitzacions de districte (txec: okresní). Les Conferències de Districte se celebraven simultàniament cada dos o tres anys; en les mateixes es triaria un Comitè de Districte que designava un Secretariat encapçalat pel secretari de Districte.

### Local
A nivell local, l'estructura del KSC es conformava d'acord amb el que denominava el principi territorial i de producció; les unitats bàsiques del Partit s'organitzaven en llocs de treball o en blocs on almenys hagués cinc militants del KSC. En empreses o comunitats on les militància fora més nombrosa, les unitats més petites funcionaven sota el comandament de comitès de ciutat, poble o fàbrica. L'autoritat més alta de l'organització local era, teòricament, l'Assemblea de Militants mensual, i assistir a ella era un deure bàsic de tot militant. Cada grup seleccionava la seva pròpia direcció, que consistia en un President i un o més secretaris. Així mateix escolliria delegats a la conferència de la unitat immediatament major, sent aquesta la municipal (en el cas de grans ciutats) o de districte.

## Militància
Després d'assumir el poder en 1948, el KSC tenia una de les militàncies per cápita més nombroses del bloc socialista (11% de la població). El paper de la militància era sovint criticat pels ideòlegs del Partit per contenir un gran component d'elements inactius, oportunistes i contrarrevolucionaris. Aquests càrrecs van ser usats en dues ocasions: entre 1948 i 1950 i de nou entre 1969 i 1971, com pretext per a portar a terme massives purgues en la militància. En el primer cas, les grans purgues estalinistes, van costar la militància a prop d'1 milió d'afiliats; en l'ascens de la Primavera de Praga i la posterior invasió, prop de mig milió de militants o van dimitir o van ser expulsats del Partit.
Les purgues després de la invasió de 1968 van copejar especialment als txecs, els joves, els treballadors de coll blanc i els intel·lectuals. Com a resultat, el creixement va ser especialment alt entre la joventut i la classe obrera industrial durant els 70. Els esforços de la militància en els 80 es van centrar a reclutar persones políticament i professional bé qualificades per a exercir un major activisme a aplicar el programa del Partit. Els dirigents, durant el 17è Congrés de 1986, urgiren el major creixement entre els treballadors, la joventut i la dona. La militància en el KSC s'adquiria després de completar un període d'un any com candidat a militant. Els candidats no podien votar o ser escollits per als comitès del Partit. Així com candidats a militant havia també candidats a la direcció del Partit des del nivell local fins al Presídium. Aquests candidats, membres del Partit, eren considerats interins en formació per a la futura assumpció de responsabilitats de direcció concretes.

### Formació
La formació i entrenament dels militants del Partit era una de les responsabilitats bàsiques de les organitzacions regionals i de districte, i la major part de la formació s'aplicava a aquests nivells. Les unitats regionals i de districte treballaven amb les organitzacions locals per a celebrar programes de formació i determinar quins militants podien participar en els cursos d'estudi. En conjunt, el sistema d'escoles del Partit va canviar poc des que va ser establert en 1949.
L'organització de districte o de ciutat celebrava classes setmanals de marxisme-leninisme, Història del comunisme, economia socialista i política del Partit en assumptes nacionals i internacionals. Els militants que es formaven per a ocupar llocs com funcionaris del Partit estudiaven en seminaris en les escoles de marxisme-leninisme establertes en les zones locals o a l'Institut de Marxisme-Leninisme, amb seus a Praga, Brno i Bratislava. El nivell més alt de formació del Partit era ofert en l'Escola Avançada de Polítiques, a Praga. Dissenyada per a formar a l'elit de la direcció del Partit, el seu currículum de tres anys tenia estatut oficial de programa universitari i era descrit com un dels millors programes de ciències polítiques d'Europa Oriental. Aquestes institucions estaven sota la direcció del Comitè Central del KSC.

### Composició social
Degut al fet que teòricament el KSC era el partit d'avantguarda dels treballadors, les preguntes sobre la composició o origen social dels membres del Partit eren preses amb un secretisme particular. El KSC era normalment reticent a precisar detalls sobre la seva militància, i un dels més delicats era quina part pertanyia al proletariat. Les estadístiques oficials incrementaven artificialment el percentatge de treballadors industrials dintre de les seves files. Així i tot, algunes xifres eren clares: la proporció d'obrers en el KSC va estar en el seu màxim històric (aproximadament el 60% del total de militants) després de la Segona Guerra Mundial i immediatament abans de la presa del poder de 1948. Després d'aquest any, el percentatge d'obrers va ser baixant progressivament fins a situar-se en un 25% en 1970.
Al començament de la dècada dels 70, els mitjans oficials van començar a criticar el gran desajustament, afirmant que l'estructura social i de classe de la militància del Partit no és conforme al seu paper com avantguarda de la classe obrera. En l'altament industrialitzada Bohèmia Central, per citar un exemple, solament 1 de cada 35 obrers era militant del Partit, mentre 1 de cada 5 administradors ho era. En 1976, després d'intensius esforços per a guanyar treballadors industrials, el nombre d'aquests va ascendir a un 33% de la militància del KSC, aproximadament el nivell de 1962. En els anys 80, a causa de la necessitat d'un desenvolupament econòmic intensiu, el Partit va relaxar les seves rígides regles sobre la prioritat de joves obrers en les admissions i va permetre als comitès regionals i de districte ser flexibles en la seva política de reclutament, mentre la proporció general d'obrers no decaigués.
L'edat mitjana dels militants va evolucionar notablement. A la fi dels anys 60, menys del 30% dels militants eren menors de 35 anys, prop del 20% eren majors de 60 anys i el 50% eren majors de 46 anys. Va haver un esforç determinat per atreure militants joves a finals dels anys 70; una estratègia era guanyar als fills o parents dels membres del KSC. El Partit va enviar cartes als instituts i als caps dels pares, animant als seus fills a afiliar-se. Per a començaments dels anys 80, aproximadament un terç dels militants del KSC eren menors de 35 anys. En 1983 la mitjana d'edat dels quadres dirigents seguia estimant-se en 50 anys.

### Falta d'activitat militant en els 70 i 80
Tant en els anys 70 com en els 80, els mitjans oficials van denunciar la falta de devoció i activitat dels militants a l'hora d'aconseguir els objectius del Partit. Les queixes es basaven en el rebuig dels militants a desplegar banderes en les finestres de les seves cases en els dies festius, la seva falta de participació en les brigades de treball voluntari, la seva falta d'assistència a les reunions o els deutes en el pagament de la quota; una significativa minoria dels militants tendia a menystenir els seus ingressos (la base per a calcular la quota). En 1970, després de la purga d'aproximadament un terç de la militància, una mitjana d'almenys el 50% dels militants que van romandre-hi assistia a les reunions. Potser solament un terç dels militants participava regularment en les activitats del KSC. En 1983, una agrupació del districte de Praga-Oest era tan inactiva a causa de les amonestacions que va haver de ser dissolta i els seus militants dispersos entre altres organitzacions. En part, aquesta situació s'explica pel descontentament acumulat després de la invasió soviètica i d'altra banda per les greus purgues sofertes, que solien afectar especialment als militants més abnegat, crítics i millor formats políticament, en lloc dels oportunistes o arribistes.

## El Partit com elit dominant
A pesar de la composició social del conjunt de la militància del Partit, la seva adreça funcionava efectivament com una casta dominant. Com elit, era la qual determinava la mobilitat o carrera dels políticament més aptes. Els obrers potser eren la minoria de la militància, però molts membres (benvolguts d'un 50% a un 75%) van començar les seves carreres com treballadors. Encara que tendien a exagerar els seus orígens socials, molts funcionaris sí que provenien de la classe obrera.. Les polítiques de privilegis socials estaven esteses entre la militància. El KSC oferia diversos programes educatius, botigues especials, hotels, hospitals, millors cases, accés a visats per a estudiar en l'estranger (especialment a Occident). Per a qualsevol llocs professional, la militància en el KSC era una condició sine qua non per a la promoció. Part del declivi en la proporció total en la militància dels obrers industrials va ser el ràpid creixement en el nombre d'intel·lectuals que es van afiliar després de la presa del poder. En els anys 80, la majoria dels directors d'empresa, alts funcionaris de l'administració pública i professors universitaris eren membres del KSC.

## Líders
El màxim dirigent del KSČ fou el President (1945-1953), Primer Secretari (1953-1971) i Secretari General (1921-1945 i 1971-1989).
- Václav Šturc (1921 - 1922)
- Alois Muna (1922 - 1924)
- Josef Haken (1924 - 1925)
- Bohumil Jílek (1925 - 1929)
- Klement Gottwald (1929 - 1953)
- Antonín Novotný (1953 - 1968)
- Alexander Dubček (1968 - 1969)
- Gustáv Husák (1969 - 1987)
- Miloš Jakeš (1987 - 1989)
- Karel Urbánek (25 de novembre - 20 de desembre de 1989)
- Ladislav Adamec (1989 - 1990) com a President i Vasil Mohorita (1989 - 1990) com a Primer Secretari.